# Helen Suzman
Helen Gavronsky, más conocida como Helen Suzman, (Germinston, Gauteng, 7 de noviembre de 1917 - Johannesburgo, 1 de enero de 2009) fue una activista sudafricana contra el apartheid, hija de inmigrantes judíos lituanos.

## Biografía
Suzman nació como Helen Gavronsky en 1917, hija de Samuel y Frieda Gavronsky, inmigrantes judíos lituanos. Suzman terminó la secundaria en 1933 en Parktown Convent, Johannesburgo. Estudió economía y estadística en la Universidad de Witwatersrand. A los 19 años, se casó con el Dr. Moses Suzman (quien falleció en 1994), que era considerablemente mayor que ella; la pareja tuvo dos hijas. Ella regresó a la universidad como conferencista en 1944, para luego renunciar a su vocación docente e ingresar a la vida política. Fue elegida al Volksraad (la cámara baja del parlamento sudafricano hasta 1981) en 1953, representando al Partido Unido Nacional de Sudáfrica por la circunscripción de Houghton, en Johannesburgo.

## Activismo político
Suzman y otros once miembros liberales del Partido Unido se separaron para formar el Progressiewe Party en 1959. En las elecciones generales de 1961, todos los otros diputados del Partido Progresista perdieron sus escaños, dejando a Suzman como la única parlamentaria opuesta rotundamente al apartheid durante trece años, de 1961 a 1974. A menudo fue acosada por la policía y su teléfono estaba intervenido por el servicio secreto sudafricano. Tenía una técnica especial para hacer frente a las escuchas, que consistía en sonar un silbato en la bocina del teléfono.
Una oradora elocuente con un manejo agudo e ingenioso del verbo, Suzman se destacó por su fuerte crítica a las políticas de apartheid del gobierno del Partido Nacional en un momento en la historia que era atípico de los sudafricanos blancos. Esta situación la hacía aún más atípica al una mujer judía angloparlante en un Parlamento dominado por los hombres calvinistas afrikáners. Una vez fue acusada por un ministro de hacer preguntas en el parlamento que avergonzaban a Sudáfrica, a lo que ella respondió: "No son mis preguntas las que avergüenzan a África del Sur, sino sus respuestas."
Más adelante, cuando la oposición parlamentaria al apartheid blanco creció, el Progressiewe Party se fusionó con el Partido Reformista de Harry Schwarz y se convirtió en el Partido Progresista de Reforma, que luego adoptó el nombre de Partido Progresista Federal y a Suzman se le unieron en el Parlamento nuevos colegas liberales, como Colin Eglin. Pasó un total de 36 años en el Parlamento. Visitó a Nelson Mandela en numerosas ocasiones mientras estaba en prisión, y estuvo presente cuando se firmó la nueva constitución multirracial en 1996.

## Reconocimiento y legado

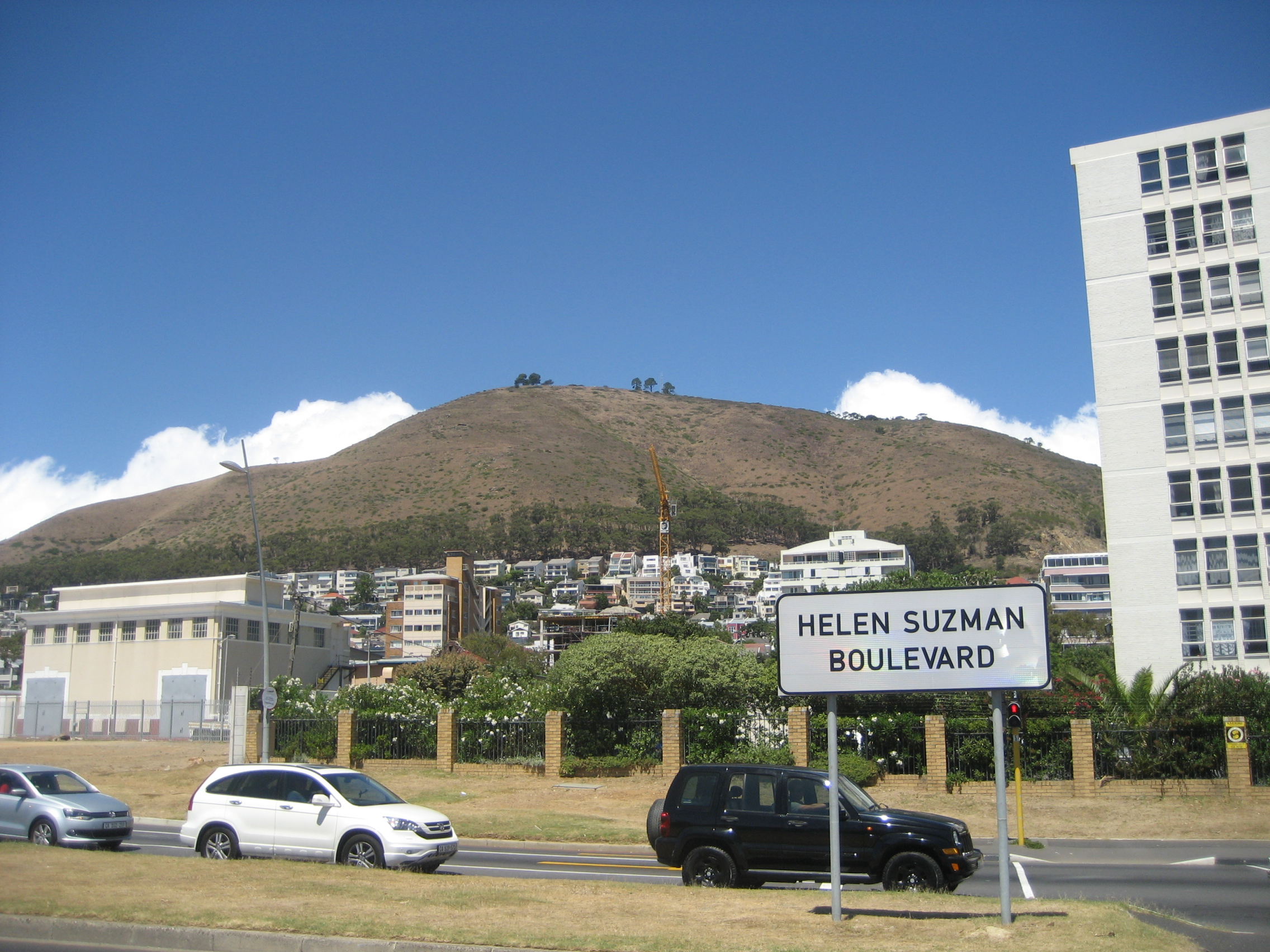
Bulevar Helen Suzman, Ciudad del Cabo (Sudáfrica). Anteriormente llamado Bulevar del Oeste. Renombrado como Bulevar Helen Suzman en noviembre de 2011.

Mientras trabajaba desde dentro del sistema racista sudafricano, se ganó el respeto de Nelson Mandela, quien alabó su valentía y sus esfuerzos por ayudar a aliviar las condiciones de encarcelamiento de los activistas anti-apartheid encarcelados. Siempre franca, se manifestó en contra del régimen, pero en ocasiones se opuso a las políticas del Sr. Mandela. Se opuso a las sanciones económicas, al considerarlas contraproducentes y perjudiciales para la población negra de escasos recursos. Después de la liberación de Mandela "ella destacaba entre los que... lo convencieron para abandonar el programa revolucionario del CNA en favor de uno más evolutivo y concertador, conservando una economía de mercado y una democracia parlamentaria." Fue nombrada por Mandela para la primera comisión electoral de Sudáfrica que supervisó la primera elección basada en el sufragio universal en 1994. Fue presidenta de la corporación minera durante el accidente del Arrecife de Vaal del 10 de mayo de 1995. De acuerdo con su biógrafo, Robin Renwick, antes y después de la llegada del CNA al poder siguió hablando en contra de aquellos en el poder que "pusieron al partido y al estado por encima del individuo, ya sea negro o blanco."
Elementos dentro del CNA y el PCSA fueron críticos de su método de oposición al apartheid, denunciándola como una agente del colonialismo y "parte del sistema", así como por su negativa a respaldar las sanciones contra Sudáfrica. Sin embargo, Mandela siguió manifestándole su admiración, diciendo "la consistencia con la que defendió los valores básicos de la libertad y el Estado de Derecho sobre las últimas tres décadas ha hecho que se haya ganado la admiración de muchos sudafricanos."
Suzman fue galardonada con 27 doctorados Honoris Causa de universidades de todo el mundo, nominada dos veces para el Premio Nobel de la Paz y recibió un sinnúmero de otros premios de organizaciones religiosas y de derechos humanos en todo el mundo. La exreina de África del Sur y reina de Gran Bretaña e Irlanda del Norte, Isabel II le otorgó un título de Dama Comendadora de la Orden del Imperio Británico en 1989. Fue votada núm. 24 en el Top 100 de la serie Great South Africans, cuyos nombres fuern votados por el público.

## Muerte
Suzman murió el día de Año Nuevo de 2009, a 91 años de edad y debido a causas naturales, durante su sueño. Achmat Dangor, director ejecutivo de la Fundación Nelson Mandela, dijo que Suzman fue una "gran patriota y un luchadora sin miedo contra el apartheid".